# Herrumbre (color)
Herrumbre (del latín ferrūmen, ferrūmĭnis) es un color naranja rojizo, semioscuro y de saturación moderada, que se basa en el aspecto de la alteración del hierro que se conoce por el mismo nombre (oxidación corrosiva que lleva a la formación de hidróxido férrico por efecto del aire húmedo). Se le ha llamado también pardo herrumbre, herrín, orín, robín , pardo orín y oxido. En pocas palabras, La denominación de color «herrumbre» abarca a una familia de colores del color del hierro oxidado.
El color herrumbre no es un color específico, sin embargo existe una tonalidad de este que suele aparecer en catálogos cromáticos.
| HTML       | #A2432B           | #A25E2A           |
| CMYK       | (0, 59, 95, 35)   | (0, 46, 70, 35)   |
| RGB        | (162, 67, 43)     | (162, 94, 42)     |
| HSV        | (12°, 73 %, 64 %) | (26°, 74 %, 64 %) |
| Referencia | [ 1 ]             | [ 1 ]             |

## Denominaciones de color relacionadas

### Óxido
«Óxido» es la denominación común de los colores rojos a amarillo anaranjados característicos de la oxidación de algunos metales, y también de los diversos óxidos que se emplean en la decoración de la cerámica. La adjetivación de color «óxido» puede ser usada como sinónimo de «herrumbre», pero es menos específica.

### Óxido de hierro
«Óxido de hierro» se llama al conjunto de los pigmentos de diferentes tonalidades que derivan de minerales ferrosos, como las arcillas ferruginosas, los ocres rojizos de hematites pulverizada y los que se elaboran artificialmente mediante la calcinación de minerales de hierro o por electrólisis. Algunos de estos pigmentos son el almagre, el rojo indio, el rojo inglés, el rojo persa y el rojo veneciano.